# Степанів Олена Іванівна
Оле́на Іванівна Степа́нів (відома як Олена Степанíвна) (7 грудня 1892, с. Вишнівчик, Перемишлянський повіт, нині Перемишлянський район, Львівська область — 11 липня 1963, Львів) — українська історикиня, викладачка географії, громадська та військова діячка; перша у світі жінка, офіційно зарахована на військову службу у званні офіцерки; чотарка Української Галицької Армії. Була ув'язненою в радянських таборах.

## Життєпис

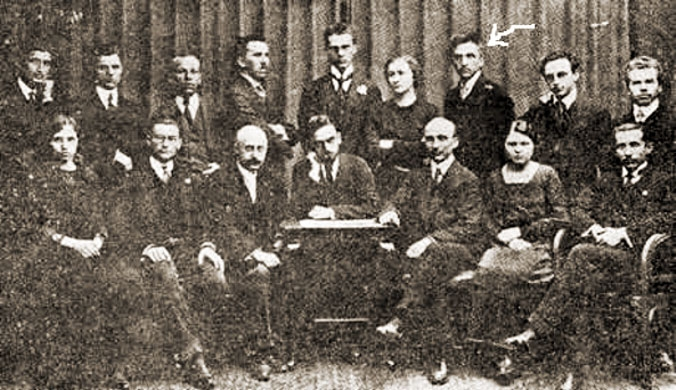
Головна Рада Студентського Союзу 1912 р. 1-й ряд від ліва: Дарія Білинська-Навроцька, Василь Косаренко-Косаревич, А. Павлусевич, Осип Когут, М. Жила, Марія Твердохліб, Євген Коновалець; 2-й ряд: Степан Індишевський, нерозпізнаний, Іван Бабій, Юрій Полянський, В. Котецький, Олена Степанів, Роман Дашкевич, Петро Дідушок, Юліян Охримович.

Народилася в сім'ї священника УГКЦ о. Івана Степаніва та його дружини Марії-Минодори третьою, наймолодшою, дитиною. Батько Олени був добрим душпастирем, ініціював створення читальні товариства «Просвіта» у селі. Брат Ананій Степанів.
З 1910 року навчалася у Львові в жіночій учительській семінарії Українського педагогічного товариства. Була членкинею організації «Пласт».
1912 року вступила до Львівського університету на філософський факультет, студіювала історію та географію. У студентські роки брала активну участь у діяльності товариства «Сокіл» (очолила його першу жіночу чоту - «Січові стрільці–ІІ»). На одному зі студентських зібрань Степанів познайомилася з Романом Дашкевичем (майбутній полковник армії УНР). Планували весілля, коли почалася Перша світова війна. Роман пішов воювати, а Олена виїхала на фронт як командир  жіночої  чоти  Українських  Січових  Стрільців.  
1920 року одружилася з Романом Дашкевичем.
У 1919–1921 роках навчалась у Віденському університеті, захистила докторську дисертацію.
З 1922 року викладала історію та географію у Львівській гімназії сестер-василіянок та Львівському таємному українському університеті.
З 1945 до арешту 1949 року працювала на посаді доцента Львівського університету.
20 грудня 1949 року заарештована і відправлена до мордовських таборів.
У 1956 році звільнена за станом здоров'я, повернулася до Львова, провела кілька тижнів у близької родички, Орисі Лежогубської. Пізніше в приватному будинку на вул. Козацькій,11-а (є дві постанови про утворення в ньому меморіального музею Олени Степанів), де прожила до кінця життя.
Мати Ярослава Дашкевича.
Похована на 64 полі Личаківського цвинтаря у Львові.

### Бойовий шлях

Старшини УСС Зенон Носковський, Олена Степанів, Іван Чмола, Осип Яримович та Софія Галечко на горі Маківка

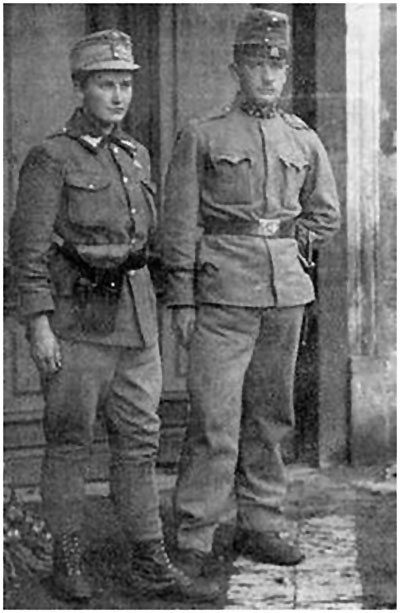
Олена та Ананій Степанів

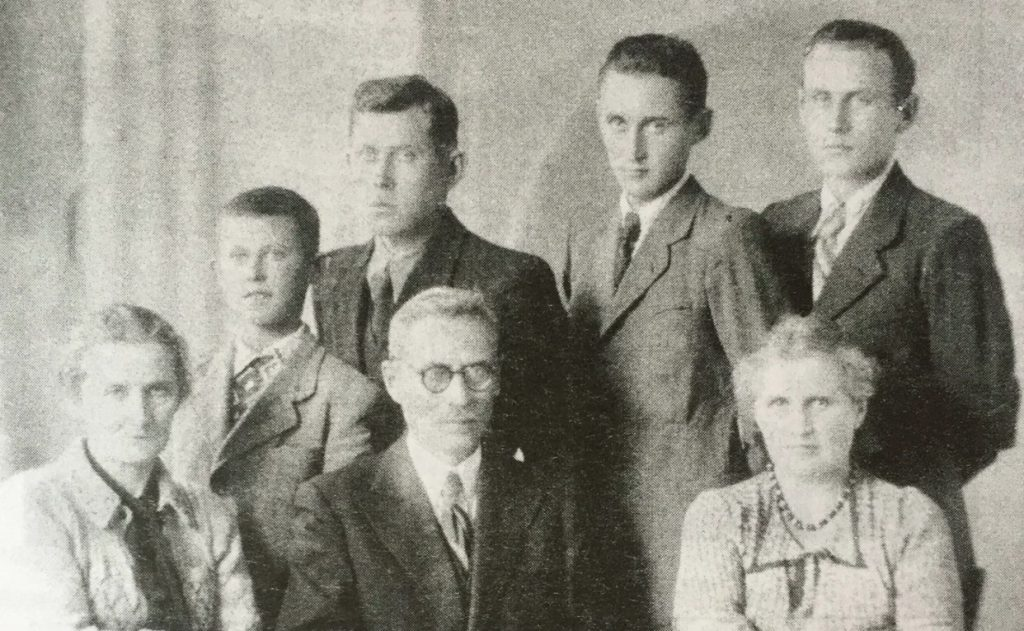
Зліва направо: Олена Степанів, Василь Ратич, Ганна Дмитерко (позаду сини Ганни Дмитерко). 1926

Олена Степанів була активною учасницею січово-стрілецького руху, співзасновницею товариства «Січові Стрільці — ІІ», провідницею жіночої чети.
1914 року ввійшла до складу Комітету об'єднаних стрілецьких товариств (м. Львів), виїхала на фронт як командирка жіночої чети Українських Січових Стрільців.
Учасниця Карпатської воєнної кампанії. Брала участь у битві під Комарниками. Відзначилася відвагою у боях за гору Маківку (квітень—травень 1915), згодом стала хорунжою.
29 травня 1915 року під час бою під Лисовичами на Болехівщині потрапила до російського полону. У 1915–1917 роках була полоненою в Ташкенті.,  
"А  моя  дорога  учениця,  найліпша  учениця  школи  нашої,  Галька  Степанівна, «пленный австрійскій офицер» у неволї в Ташкенті. І пише менї: «Ви, Пані, в снігах Сибіру, а я в жарі полудня. І ждемо». Але вона така ще молода і смілива, нераз ще піде у бій і побідить. Так, вони молоді мусять побідити. Яке щастя, що на нас старих не кінчить ся істория – яке щастя, що з одного дерева теше судьба домовину і колиску." К. Малицька.
У квітні 1917 року повернулася до Галичини.
Належала до організаторів Листопадового повстання 1918 року, брала активну участь у польсько-українській війні (1918—1919) (четар Української Галицької Армії).
Працювала на посаді референтки преси в Державному секретаріаті закордонних справ ЗУНР та пресової референтки Міністерства закордонних справ УНР у Кам'янці-Подільському.
1919 року з дипломатичною делегацією відбула до Відня.

## Нагороди
- Медаль «За хоробрість» (10 листопада 1914) — одна з вищих війських нагород імперії Габсбургів
- Військовий Хрест Карла (1917) — військова медаль часів Першої світової війни

## Наукова робота
1919—1921 роках навчалась у Віденському університеті, захистила докторську дисертацію німецькою «Розподіл і розвиток суспільства в старій Русі до половини XIII ст.», після чого повернулася до Львова.
З 1922 року викладала історію та географію у Львівській гімназії сестер-василіянок та Львівському таємному українському університеті. Член Наукового товариства імені Шевченка (ініціювала створення його Географічної комісії), товариства «Рідна школа», референтка при Ревізійному союзі українських кооперативів; співпрацювала з «Пластом» і УВО.
З 1939 року працювала в установах АН УРСР. З 1945—1949 роках — на посаді доцентки Львівського університету.
Після закінчення Другої світової війни працювала старшою науковою співробітницею і завідувачкою сектором економіки Львівського відділу Інституту економіки АН УРСР, науковою співробітницею Природничого музею АН УРСР (1948—1949 роки).

## Твори та праці
Авторка близько 75 праць, в тому числі спогадів «Напередодні великих подій. Власні переживання і думки 1912—1914», «Напередодні великих подій» (1943 р.), довідника «Кооперативи здоров'я» (1930 р.), монографії «Сучасний Львів» (1943 р.), «Трудові резерви Львівщини» (1949 р.) тощо.
Об'єктивний і суб'єктивний модуси створення наукових географічних текстів розкрито у статті Влах М. «Модальний вимір наукових текстів Олени Степанів у світлі модерних підходів».

## Вшанування пам'яті
На честь Олени Степанів названа Львівська українська гуманітарна гімназія з поглибленим вивченням українознавства та англійської мови, що розташована на однойменній вулиці.
1 листопада 2003 року на фасаді будинку колишньої гімназії Сестер Василіянок, нині відомої як Львівська лінгвістична гімназія, де у 1921—1935 рр. Олена Степанів-Дашкевич викладала історію та географію, урочисто відкрито меморіальну таблицю Олені Степанів авторства скульптора Ярослава Скакуна. Після відкриття в актовій залі навчального закладу відбулася презентація книги О. Шаблія та О. Вісьтак «Олена Степанів».
7 грудня 2012 року, в день 120-річчя від народження, жінки Прикарпаття ініціювали встановлення в Івано-Франківську пам'ятника першій жінці-офіцерові Українських Січових Стрільців Олені Степанів-Дашкевич.
20 грудня 2012 року в дворику географічного факультету ЛНУ ім. І.Франка у Львові урочисто відкрили та освятили меморіальну таблицю Олені Степанів.
Щорічно пластовий курінь число 2 імені Олени Степанів відвідує могилу своєї патронеси.
«Відзнаку ім. Олени Степанівни» з 2015 року вручає міський голова Львова. Відзнака передбачена для жінок, які самовідданою працею зробили значний внесок у розвиток освіти, науки, культури та громадської сфери м. Львова. Виготовлено відзнаку за проектом художника Івана Турецького.
На її честь названі вулиці у містах: Києві, Львові, Стрию, Болехові, Надвірній, Славську, Ходорові.

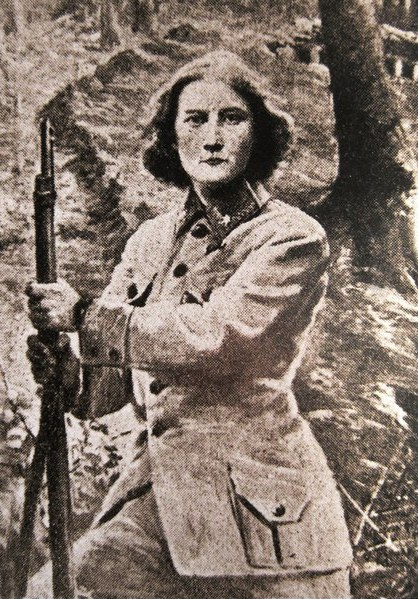